# Leucanitis christophi
Leucanitis christophi is een vlinder uit de familie van de spinneruilen (Erebidae). De soort is voor het eerst wetenschappelijk beschreven door Sergej Nikolajevitsj Alferaki in een publicatie uit 1895.